# クィントゥス・カエキリウス・メテッルス
クィントゥス・カエキリウス・メテッルス（ラテン語: Quintus Caecilius Metellus、生没年不詳）は紀元前3世紀後期から紀元前2世紀初期の共和政ローマの政治家・軍人。紀元前206年に執政官（コンスル）を務めた。

## 出自

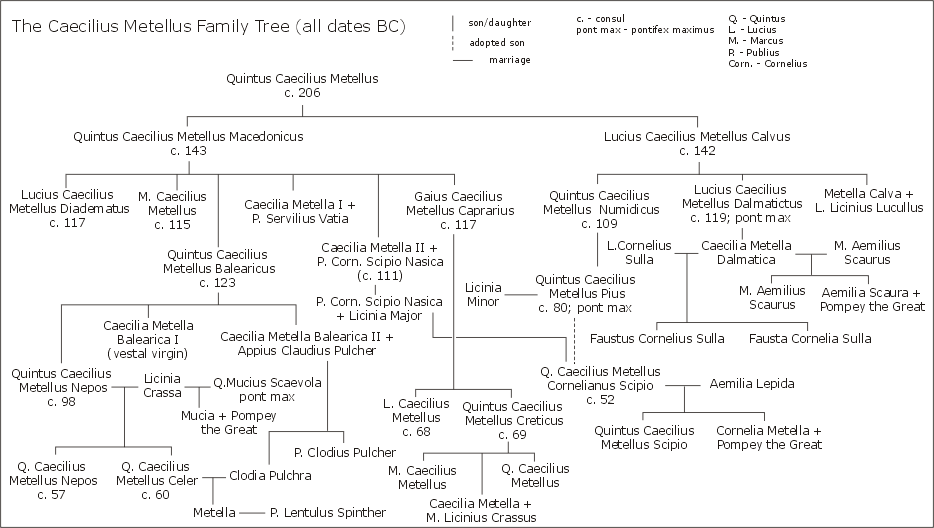
カエキリウス・メテッルス家系図

メテッルスはプレブス（平民）であるカエキリウス氏族の出身である。後に作られた伝説では、火の神ウゥルカーヌスの息子でプラエネステ（現在のパレストリーナ）の建設者であるカエクルス（en）の子孫とする。またアイネイアースと共にイタリアに来たカエクスの子孫とする別説もある。父も祖父もプラエノーメン（第一名、個人名）はルキウスであるが、祖父はおそらく紀元前284年の執政官ルキウス・カエキリウス・メテッルス・デンテル、父は紀元前251年と紀元前247年の執政官で、最高神祇官（ポンティフェクス・マクシムス）を22年間務めたルキウス・カエキリウス・メテッルスと思われる。歴史家G. Sumnerは、メテッルスの昇進の早さは、父の存在が大きかったと考えている。メテッルスには二人の兄弟があり、一人は紀元前213年の護民官ルキウス、もう一人は紀元前206年に法務官（プラエトル）を務めたマルクスである。おそらくルキウスが長男であったと思われる。
息子には紀元前143年の執政官クィントゥス・カエキリウス・メテッルス・マケドニクスと紀元前142年の執政官ルキウス・カエキリウス・メテッルス・カルウスがいる。

## 経歴
メテッルスが生まれたのは紀元前237年前後と思われる。歴史に最初に登場するのは、父が亡くなった紀元前221年のことである。メテッルスは彼の父の遺骸の前で演説を行っている。紀元前216年には神祇官に就任。紀元前209年には平民按察官（プレブス・アエディリス）を務め（Pauli-Visovaの百科事典はこの年に護民官に就任したとしており、ティトゥス・リウィウスの記述とは異なる）、紀元前208年には上級按察官（アエディリス・クルリス）となった。紀元前207年にはハスドルバル・バルカからメタウルスを防御していた執政官ガイウス・クラウディウス・ネロの軍のレガトゥス（副官）を務めた。戦いに勝利した後には、ローマへの伝令を務めている。
同年末、選挙実施のためにマルクス・リウィウス・サリナトルが独裁官に任じられたが、メテッルスも騎兵長官（マギステル・エクィトゥム）に指名された。メテッルスは執政官選挙にも立候補しており、当選した。同僚執政官はルキウス・ウェトゥリウス・ピロであった（ピロもメタウルスの戦いの勝利に貢献した一人であった）。両執政官はブルティム（現在のカラブリア州）を担当戦域とした。この地域は極めて静謐であり、元老院はメテッルスとピロに対し、住民を仕事に戻るよう説得するように命じた。両執政官はコンセンティア（現在のコゼンツァ）付近で作戦を実施し、周辺を略奪し、ブルティウム軍とヌミディア軍の反撃を撃退して、ルカニア（現在のバジリカータ州）を通過して、この地域にローマの覇権を再確立した。
翌紀元前205年にも、南イタリアにおけるメテッルスの軍事指揮権は延長された。この年の末には、執政官プブリウス・リキニウス・クラッスス・ディウェスがメテッルスを選挙管理のための独裁官に指名した。続いて、ローマに戻ったメテッルスは元老院議員の一部を率いてプブリウス・コルネリウス・スキピオ（後のアフリカヌス）を支援した。元老院の「年長者」たちは、ロクリにおけるスキピオのレガトゥスであるクィントゥス・ピエミニウスの行き過ぎた行為を理由に、スキピオの権力を奪おうとしていた。メテッルスは事実を確認するための使節団を派遣することを提案した。メテッルスはこの使節団の一員となったが、最終的にスキピオを無罪とし、彼のアフリカ侵攻を認めた。戦争が終了した紀元前201年、メテッルスは退役兵士に土地を分配するための十人委員会のメンバーとなった。
その後の20年間、メテッルスに関する記録は多くは無い。紀元前193年には執政官ルキウス・コルネリウス・メルラとレガトゥスのマルクス・クラウディウス・マルケッルスの紛争を、元老院において調停している。紀元前185年から紀元前184年にかけては、領土紛争を解決するための使節団としてバルカン半島に派遣されている。この使節団は、マケドニア王ピリッポス5世に、テッサリア、ペレビア、トラキアを放棄させた。後にピリッポスはローマ元老院で演説するが、このときのメテッルスは「公然と偏向していた」と非難している。また、この使節団はペロポネソス半島を訪れ、アカイア同盟とスパルタとの紛争に介入した。
メテッルスに関する最後の記録は、紀元前179年のものであり、監察官（ケンソル）に選出されたマルクス・アエミリウス・レピドゥスとマルクス・フルウィウス・ノビリオルはお互いに敵対していたために、メテッルスは彼らに直ちに和解するように申し入れている。

## 知識人として
マルクス・トゥッリウス・キケロはメテッルスが「雄弁家として知られていた」としている。メテッルスのこのような評判は、彼の父の葬儀での演説で裏づけられる。この演説は、部分的ではあるが現存する最古のラテン語の散文で、大プリニウスがその『博物誌』の中で引用している：「父は人々の中でまずは戦士に、優れた雄弁家になるべく努力し、偉大な勝利を収めた司令官として最高の栄誉を得ることができた。優れた知恵を持ち、主席元老院議員となり、幸運を呼び寄せ、多くの子を残し、友人である市民達に栄光をもたらした」。ウァレリウス・マクシムスはその『有名言行録』で、メテッルスの他の演説を引用している。第二次ポエニ戦争が終了した際に、メテッルスは「ローマは良き事よりもより多くの害悪をもたらすことになるであろう」と述べたという。

## 参考資料

### 古代の資料
- ガイウス・プリニウス・セクンドゥス『博物誌』
- ティトゥス・リウィウス『ローマ建国史』
- ポリュビオス『歴史』
- マルクス・トゥッリウス・キケロ『ブルトゥス』
- ウァレリウス・マクシムス『有名言行録』

### 研究書
- Ya. Yu. Mezheritsky  INERS OTIUM  // Life and history in antiquity / Otv. Ed. GS Knabe. - M .: Science, 1988. - P. 41-68. - ISBN 5-02-012639-X.
- Rodionov E. Punic Wars. - St. Petersburg. : SPbGU, 2005. - 626 p. - ISBN 5-288-03650-0.
- Broughton T. Magistrates of the Roman Republic. - New York, 1951. - Vol. I. - 600 p.
- Münzer F. "Caecilius" // RE. - 1897. - T. III, 1 . - P. 1174.
- Münzer F. "Caecilius 72" // RE. - 1897. - T. III, 1 . - P. 1203.
- Münzer F. "Caecilius 81" // RE. - 1897. - T. III, 1 . - P. 1206-1207.
- Sumner G. Orators in Cicero's Brutus: prosopography and chronology. - Toronto: University of Toronto Press, 1973. - 197 p. - ISBN 9780802052810.
- Wiseman T.  Legendary Genealogies in Late-Republican Rome // G & R. - No. 1974. - No. 2 . - P. 153-164 .